# Wulkan błotny (speleologia)
Wulkany błotne – występujące w namuliskach jaskiń dziury obrzeżone wałem. Wytworzone są przez wodę kapiącą z dużej wysokości ze stropu lub korytarza jaskini. Gdy krople wody przez dłuższy czas padają na to samo miejsce w miękkim namulisku (np. gliniastym) powodują powstanie dziury (krateru), Jego obrzeże otoczone jest wałem z rozbryzgującego się po uderzeniu kropli wody namuliska. Niektóre wulkany błotne osiągają wysokość do 50 cm. 